# اوون کمبل (بازیگر)
اوون کمبل (انگلیسی: Owen Campbell؛ ‏ تلفظ: ‎/ˈkæmbəl/‎؛ ‏ زادهٔ ۱۹۹۴) بازیگر و کارگردان اهل ایالات متحده آمریکا است. او نقش‌های اصلی را در فیلم‌های آموزش اشتباه کامرون پست (۲۰۱۶) و سال‌های خیلی تاریک (۲۰۱۷) بازی کرد و در فیلم ایکس (۲۰۲۲) ظاهر شد. او در تلویزیون نقش جارد کانرز را در آمریکایی‌ها بازی کرده‌است.

## اوایل زندگی
کمبل از پدرش دان کمبل به دنیا آمد. او در بروکلین بزرگ شد و در دبیرستان فیورلو لاگاردیا تحصیل کرد.

## فیلم‌شناسی

### فیلم
| سال  | عنوان                                        | نقش                        | یادداشت |
| ---- | -------------------------------------------- | -------------------------- | ------- |
| ۲۰۰۹ | رعد و برق سفید                               | جسکوی جوان                 |         |
| ۲۰۱۰ | جشن تلخ                                      | جانی                       |         |
| ۲۰۱۰ | محکومیت                                      | بن                         |         |
| ۲۰۱۳ | دختران خیلی خوب                              | کارل                       |         |
| ۲۰۱۶ | همان‌طور که شما هستید                         | جک                         |         |
| ۲۰۱۶ | جمعی: ناخودآگاه                              | دانش آموز دبیرستان سنت هلن |         |
| ۲۰۱۶ | قبایل هادسون                                 | آوی                        |         |
| ۲۰۱۷ | سال‌های خیلی تاریک                            | زک                         |         |
| ۲۰۱۷ | آنها عجیبند                                  | لوک                        |         |
| ۲۰۱۷ | سرزنش                                        | تی جی                      |         |
| ۲۰۱۸ | نانسی                                        | اردن                       |         |
| ۲۰۱۸ | آموزش اشتباه کامرون پست                      | علامت گذاری                |         |
| ۲۰۱۹ | فاسق                                         | الکس                       |         |
| ۲۰۱۹ | بالای سایه                                   | تروی                       |         |
| ۲۰۱۹ | جوزی و جک                                    | کوین                       |         |
| ۲۰۲۰ | قلب من نمی‌تواند تپش کند مگر اینکه آنرا بگویی | توماس                      |         |
| ۲۰۲۱ | کارگزاران بدن                                | سید                        |         |
| ۲۰۲۲ | ایکس                                         | آر جی نیکولز               |         |

### تلویزیون
| سال       | عنوان                           | نقش          | یادداشت                   |
| --------- | ------------------------------- | ------------ | ------------------------- |
| ۲۰۰۸      | نظم و قانون: واحد قربانیان ویژه | کایل فردریک  | قسمت: «رترو»              |
| ۲۰۱۳      | امپراتوری بوردواک               | کلیتون دیویس | ۴ قسمت                    |
| ۲۰۱۳–۲۰۱۴ | خانه آلفا                       | دیلی دسانتیس | ۳ قسمت                    |
| ۲۰۱۴      | پیروی                           | کول          | قسمت: «پیام رسان»         |
| ۲۰۱۴      | آمریکایی‌ها                      | جرد کانرز    | تکراری (فصل ۲)            |
| ۲۰۱۴      | باور                            | شان          | ۳ قسمت                    |
| ۲۰۱۶      | گاو نر                          | پیتر والش    | قسمت: «آتش من را روشن کن» |
| ۲۰۱۹–۲۰۲۱ | یانکی‌های کرنک                   | عروسک گردان  | ۳۰ قسمت                   |